# Agustín Tamames
Agustín Tamames Iglesias (ur. 10 października 1944 w Monterrubio de Armuña) – hiszpański kolarz szosowy startujący wśród zawodowców w latach 1969–1977. Zwycięzca (1975) i drugi kolarz (1970) Vuelta a España.

## Najważniejsze zwycięstwa
- 1970 – etap w Vuelta a España
- 1971 – etap w Vuelta a España
- 1972 – dwa etapy w Vuelta a España, Vuelta a Asturias
- 1974 – dwa etapy w Vuelta a España
- 1975 – pięć etapów i klasyfikacja generalna Vuelta a España, Vuelta a Aragón